# Avenida Brasil
Avenida Brasil este o telenovelă braziliană din 2012.

## Distribuție
- Débora Falabella : Nina García Hernández (Rita Fonseca de Sousa)
- Adriana Esteves : Carminha (Carmen Lúcia Moreira de Araújo)
- Murilo Benício : Tufão (Jorge Araújo)
- Cauã Reymond : Jorge de Sousa Araújo, dit Jorginho / Cristiano Moreira (Batata)
- Nathalia Dill : Débora Magalhães Queirós
- Marcello Novaes : Max (Maxwell Oliveira)
- Eliane Giardini : Muricy Araújo
- Marcos Caruso : Leleco Araújo
- Ísis Valverde : Suelen
- Vera Holtz : Lucinda
- José de Abreu : Nilo
- Heloísa Perissé : Monalisa Barbosa
- Alexandre Borges : Cadinho / Dudu
- Débora Bloch : Vêronica Magalhães
- Camila Morgado : Noêmia Buarque
- Carolina Ferraz : Alexia Bragança
- Leticia Isnard : Ivana Araújo
- Ailton Graça : Paulo Silas
- Fabíula Nascimento : Olenka Cabral
- Otávio Augusto : Diógenes
- Paula Burlamaqui : Dolores Neiva (Soninha Catatau)
- Thiago Martins : Leandro
- Juliano Cazarré : Adauto
- Débora Nascimento : Tessália
- Bruno Gissoni : Iran Barbosa
- Bianca Comparato : Betânia / falsa Rita
- Ana Karolina Lannes : Ágatha Moreira Araújo
- José Loreto : Darkson
- Ronny Kriwat : Tomás Buarque
- Luana Martau : Beverly
- Daniel Rocha Azevedo : Roniquito, dit Roni
- Cláudia Protásio : Zezé
- Cláudia Missura : Janaína
- Carol Abras : Begônia Garcia
- Jean Pierre Noher : Martin Garcia
- Tony Ramos : Genésio Fonseca Souza